# Wervik
Wervik (picard Wervi) és un municipi belga de la província de Flandes Occidental a la regió de Flandes.

## Seccions
| #       | Nom                        | Extensió | Població (31/12/2006) |
| ------- | -------------------------- | -------- | --------------------- |
| I (III) | Wervik - Wervik - Kruiseke |          | 11.194                |
| II      | Geluwe                     |          | 6.496                 |

## Localització

Mapa de Wervik

| - a. Comines (Comines-Warneton) - b. Zandvoorde (Zonnebeke) - c. Geluveld (Zonnebeke) - d. Beselare (Zonnebeke) - e. Dadizele (Moorslede) - f. Moorsele (Wevelgem) - g. Menen - h. Halluin - i. Bousbecque - j. Wervicq-Sud - k. Comines |

## Personatges il·lustres
- Yves Leterme, polític.
- Jef Demuysere, ciclista.

## Agermanaments
- Harelbeke
- Wervicq-Sud